# Alleanza franco-polacca (1524)
Nel 1524 venne firmata una alleanza franco-polacca fra il re di Francia Francesco I e il re di Polonia Sigismondo I.

## Storia
Francesco I era alla ricerca di alleati in Europa centrale, al fine di creare un equilibrio contro il potere dell'imperatore Carlo V. La regina Bona Sforza, moglie italiana di Sigismondo, propose l'alleanza allo scopo di recuperare la sovranità sul ducato di Milano. Sigismondo stesso era motivato da una tale alleanza, perché Carlo V si stava avvicinando alla Russia, minacciando così la Polonia su due fronti.
I negoziati vennero tessuti da Antonio Rincon nel 1524, e poi da Hieronymus Łaski. A seguito degli accordi, il figlio di Francesco, Enrico duca di Orléans, doveva sposare una figlia di Sigismondo I, e il figlio maggiore di quest'ultimo, una figlia del re francese. Secondo gli stessi accordi, Sigismondo avrebbe supportato Francesco nella riconquista di Milano, su cui Sigismondo aveva alcuni diritti a seguito del suo matrimonio con Bona Sforza. L'alleanza venne firmata nel 1524.
L'accordo fallì però, quando Francesco I fu sconfitto da Carlo V alla battaglia di Pavia nel 1525. Quando Francesco decise di trovare alleati in Europa centrale dopo il 1526, si rivolse all'Ungheria, costituendo l'alleanza franco-ungherese con re Zapolya nel 1528.